# Rógvukollur
Rógvukollur är ett berg på ön Vágar i Färöarna. Det ligger i sýslan Vága sýsla, i den västra delen av landet, 30 km väster om huvudstaden Tórshavn. Rógvukollur ligger 464 meter över havet.